# سنگ‌نگاره چشمه صحبت
سنگ نگاره چشمه صحبت در شهرستان ملایر، بخش سامن، دهستان حرمرود سفلی، روستای جریا واقع شده و این اثر در تاریخ ۲۵ آبان ۱۳۸۷ با شمارهٔ ثبت ۲۳۷۲۰ به‌عنوان یکی از آثار ملی ایران به ثبت رسیده‌است.